# 10147 Mizugatsuka
10147 Mizugatsuka (1994 CK2) là một tiểu hành tinh vành đai chính được phát hiện ngày 13 tháng 2 năm 1994 bởi T. Kobayashi ở Oizumi.